# Katholikos von Armenien
Der Titel Katholikos von Armenien (armenisch կաթողիկոս) ist heute der Titel des Patriarchen der armenischen Kirche. Der Begriff leitet sich vom griechischen καθολικός (katholikós) mit der Bedeutung „universal“ ab. Der Titel „Katholikos“ wird auch von anderen Kirchenoberhäuptern getragen.

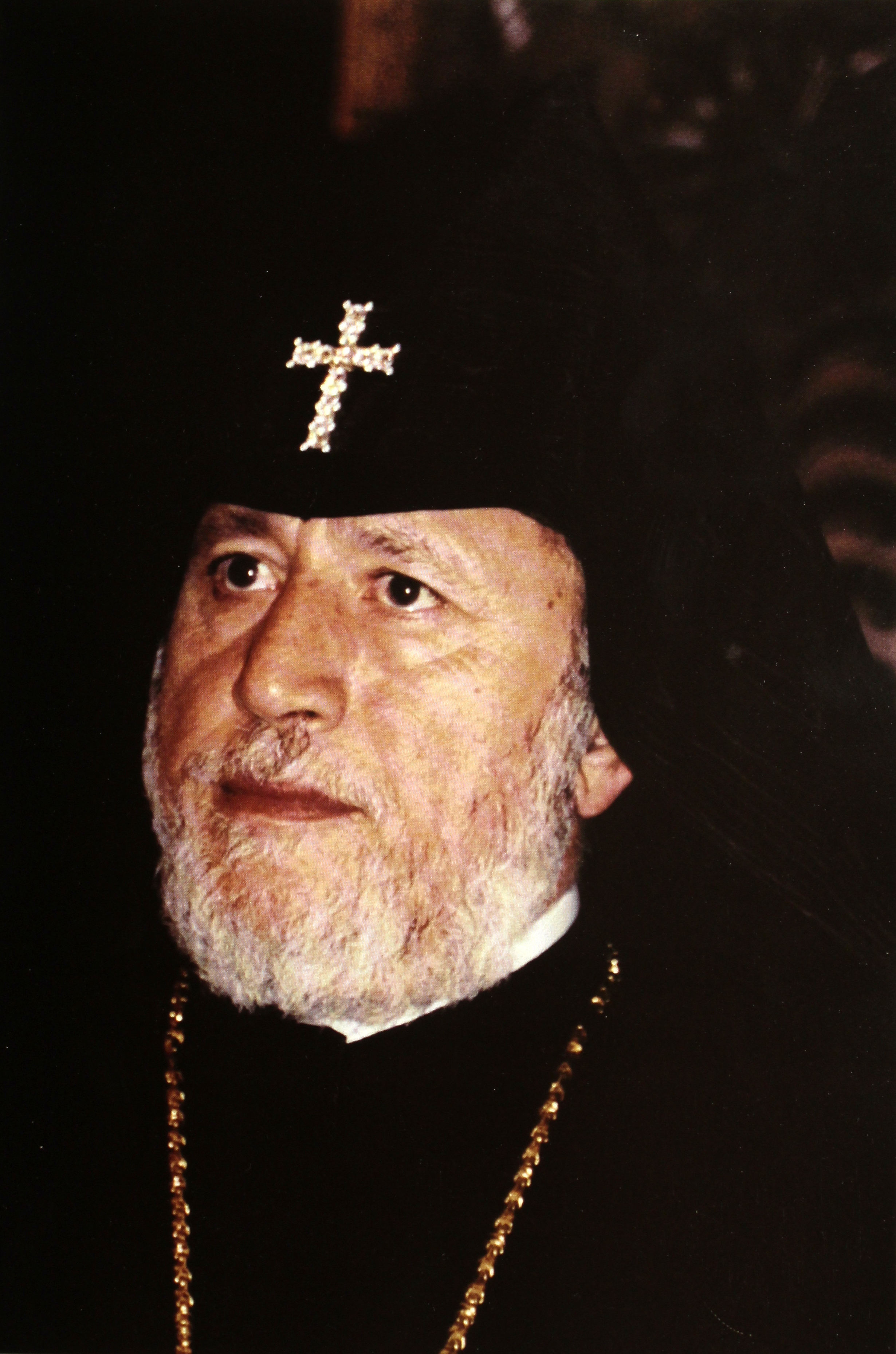
Karekin II. Nersissian, der amtierende „Oberste Patriarch und Katholikos aller Armenier“

Seine Verwendung setzt sich statt der Bezeichnung „Bischof“ oder „Hoherpriester“ bzw. „Erzbischof“ erst ab Anfang des 6. Jahrhunderts regelmäßig durch, bei der Weihe anderer Bischöfe.

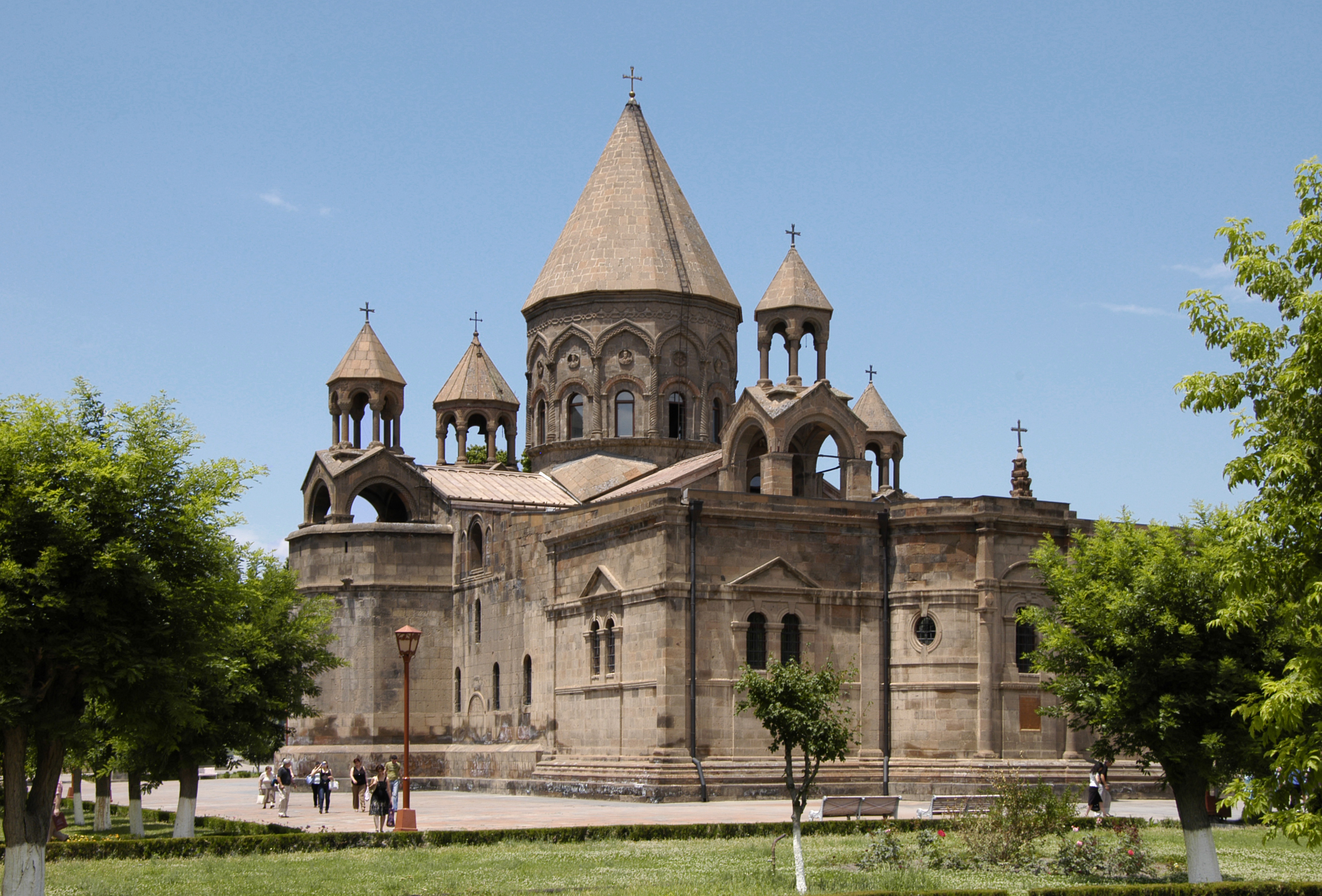
Kathedrale von Etschmiadsin, Sitz des Katholikos

Der Katholikos aller Armenier, der in Etschmiadsin in der Republik Armenien residiert, wird als der höchste Würdenträger der armenischen Kirche betrachtet. Er trägt den Titel „Oberster Patriarch und Katholikos aller Armenier“.